# Simbióticos
O conceito simbiótico, por definição, é “uma mistura compreendendo microrganismos vivos e substrato(s) seletivamente utilizados por microrganismos hospedeiros* que conferem um benefício à saúde do hospedeiro”. Eles podem ser ingredientes alimentares ou suplementos dietéticos.
Os simbióticos se dividem em duas categorias: complementares ou sinérgicos. O primeiro se dá por  uma condição em que cada componente (prebiótico e probiótico) possui a sua função separadamente. No segundo existe uma relação de sinergia, ou seja, há uma cooperação entre os dois componentes citados. 

## História
Desde o início do século XX já se observava o efeito positivo de prebióticos e probióticos no organismo do homem. Com o passar do tempo e desenvolvimento de pesquisas, a ciência permitiu a criação de simbióticos. Em 1995, os cientistas Marcel Roberfroid e Glenn Gibson introduziram essa ideia em um de seus artigos. De acordo com eles, são  "misturas de probióticos e prebióticos que afetam beneficamente o hospedeiro, melhorando a sobrevivência e implantação de suplementos alimentares microbianos vivos no trato gastrointestinal, estimulando seletivamente o crescimento e / ou ativando o metabolismo de um ou de um número limitado de bactérias promotoras da saúde, melhorando assim o bem-estar do hospedeiro ". O termo foi escolhido pela junção do prefixo grego “syn” ( juntos ) e do sufixo “ biótico “ ( pertence à vida ). 
Embora já evidenciasse um avanço, essa definição foi pouco precisa e gerou um mal entendido, levando a interpretações diversas sobre o que eram os simbióticos e indicando para muitos que é apenas o resultado de um produto feito pela junção de prebióticos e probióticos. 
Em 2019, houve, então, uma mudança, por meio Associação Científica Internacional para Probióticos e Prebióticos (ISAPP), que reuniu nutricionista, fisiologistas e microbiologistas para revisar essa definição. Com isso, criou-se esse novo significado, que perdura até hoje.

## Composição
Na produção desses alimentos, é necessária a análise de sua composição e a comprovação de que o uso desses elementos também levam a benefícios ao hospedeiro.
Para a fabricação de um simbiótico complementar, leva-se em conta a escolha de um prebiótico - carboidratos não-digeríveis, que utilizados seletivamente, trazem benefícios a saúde intestinal - e um probiótico - microrganismos vivos, administrados em quantidades adequadas, que comprovadamente exercem efeitos benéficos na saúde de um indivíduo. 
No caso dos simbióticos sinérgicos, os componentes não são necessariamente prebióticos e probióticos, mas é importante conhecer as propriedades específicas que o substrato possui sobre o microrganismo vivo, garantindo que eles irão funcionar juntos. A escolha do microrganismo é determinada pela sua capacidade de beneficiar o hospedeiro e a do substrato é, por estimular, de modo seletivo, a atividade e o crescimento do microrganismo usado. Nesse caso, essa coadministração permite a variação da interação entre eles.  Sendo possível a modulação da cepa probiótica, da oxigenação, do pH e da temperatura no intestino de um determinado organismo. Além disso, promovem mais resistência na passagem pelo trato gastrointestinal.
As espécies de microrganismos vivos mais utilizadas são Lactobacillus , Bifidobacterium e Streptococcus. Os substratos são geralmente galacto-oligossacarídeos, inulina ou fruto-oligossacarídeos estando cada um em sua dose necessária previamente testada.

## Efeitos fisiológicos propostos pelos simbióticos
Os simbióticos agem diferente e positivamente diante de diversas condições patológicas. [6] Assim, seus possíveis efeitos fisiológicos são: 
- Aumento da contagem dos gêneros Lactobacillus e Bifidobacterium e manutenção do equilíbrio da microbiota intestinal;
- Melhora da função hepática em pacientes que sofrem de cirrose;
- Melhora das habilidades imunomoduladoras;
- Prevenção da translocação bacteriana e redução da incidência de infecções nosocomiais em procedimentos pós-cirúrgicos de pacientes e intervenções semelhantes.[2]
- Ações com propriedades anticancerígenas (exemplo: pode reduzir o risco de carcinoma colorretal).
- Modulação de funções fisiológicas, como por exemplo: absorção de cálcio.

- Atuação positiva em doenças metabólicas (obesidade e diabetes) e doenças gastrointestinais (diarreia infecciosa, doença hepática crônica, doença inflamatória intestinal, etc).[4]
- Redução de citocinas pró-inflamatórias.[5]
- Controle glicêmico
- Aumento da massa magra e redução da massa gorda

## Exemplos de composição de um simbiótico
- Bifidobacteriums e frutooligossacarídeos (FOS)
- Lactobacillus rhamnosus GG e inulinas
- Bifidobacteriums ou lactobacilos com FOS ou inulinas ou galacto-oligossacarídeos (GOS)
- Polifenol[6][7]